# Grial (revista)
La revista Grial es una publicación trimestral en gallego editada por la editorial Galaxia ininterrumpidamente desde 1963. De hecho el primer número se editó en 1951, pero pronto dejó de publicarse debido a la fuerte censura del Ministerio de Cultura de España hasta 1962. En 1963 recuperó nuevamente su publicación por la editorial Galaxia de Vigo para reivindicar la cultura gallega con colaboradores como Vicente Risco, Domingo García Sabell o Ricardo Carvalho Calero, a pesar de las constantes amenazas de cierre y de expedientes administrativos y judiciales. Ha sido un referente de las revistas culturales gallegas.
En la revista Grial aparecen trabajos que obedecen a un doble propósito: informar sobre la realidad de Galicia, e informar y reflexionar sobre los más varios aspectos de la cultura universal. Inicialmente los directores fueran Ramón Piñeiro y Francisco Fernández del Riego.